# Singapore Women's Open 1987
Singapore Women's Open 1987 — жіночий тенісний турнір, що проходив на відкритих кортах з твердим покриттям у Каллангу (Сінгапур). Належав до турнірів 1-ї категорії в рамках Світової чемпіонської серії Вірджинії Слімс 1987. Це був другий турнір Singapore Women's Open. Тривав з 27 квітня до 3 травня 1987 року. Третя сіяна Енн Мінтер здобула титул в одиночному розряді.

## Фінальна частина

### Одиночний розряд
Енн Мінтер —  Барбара Геркен 6–4, 6–1
- Це був 2-й титул в одиночному розряді за рік і за кар'єру.

### Парний розряд
Анна-Марія Фернандес /  Джулі Річардсон —  Барбара Геркен /  Хетер Ладлофф 6–1, 6–4
- Для Фернандес це був другий титул у парному розряді за сезон і 5-й (останній) - за кар'єру. Для Річардсон це був другий титул у парному розряді за сезон і 4-й — за кар'єру.